# Лакмусовая трава
Хрозофо́ра краси́льная, ла́кмусовая трава́ (Chrozophora tinctoria) — вид однолетних травянистых растений семейства Молочайные (Euphorbiaceae).
Листья длинночерешчатые, яйцевидные, тупые или заострённые, выемчато зубчатые или цельнокрайные. Цветки однополые: в мужском цветке — пятираздельная чашечка, пятираздельный венчик и от 5 до 10 тычинок, спаявшихся у своего основания нитями в трубочку; в женском цветке чашечка и венчик пятираздельные, а пестик о трёх столбиках.
Дико растёт по берегам Средиземного моря, в Кабо-Верде и в южной Франции разводится ради добывания из неё сине-зелёного сока. Этим соком пропитывают льняные лоскутки и, высушив, держат их в парах перебродившего лошадиного навоза до тех пор, пока цвет лоскутков станет синим или пурпуровым; тогда получаются так называемые «Turna solis» или «Bezetta coerulea». Эти лоскутки идут для окраски поверхности голландского сыра, а также для приготовления лакмуса. От действия кислот синий цвет лоскутков изменяется в красный, и таким образом получаются так называемые «Bezetta r ubra», употребляющиеся для подкрашивания сухих фруктов, ликёров и пр.